# Un rey en La Habana
Un rey en La Habana es una película de España  dirigida por  Alexis Valdés del 2004, y protagonizada por  Antonio Dechent, Manuel de Blas, Manuel Manquiña, Alexis Valdés, José Téllez, Yoima Valdés, Alicia Bustamante y Carmen Machi.
Conocido en España por su trabajo como humorista, el cubano Alexis Valdés escribe, dirige y protagoniza esta comedia desenfrenada. Yoima Valdés es la protagonista femenina, Yoli, que hace perder la cabeza a Papito, y Alicia Bustamante es la perversa Caimana. Manuel de Blas, Anthony Blake o Manuel Manquiña son algunos de los conocidos secundarios de la cinta.

## Sinopsis
Papito es un joven actor criado en "El Mamey", en un barrio marginal de La Habana.
La pasión de su vida es Yoli una mulata espectacular con la que sale desde que eran niños. Sin embargo, a la primera oportunidad "La Caimana", madre de Yoli y toda una institución de la mafia en la zona, le tiende una trampa a Papito con una exuberante vecina. Así consigue que Yoli, aún a su pesar, se decante por Don Arturo, un adinerado español que quiere casarse con ella, y traerla a España.
Don Arturo llega a Cuba cargado de promesas y souvenirs. Pero el millonario no dura más de 24 horas. En su primer "polvo" con Yoli sufre un infarto por sobredosis de un estimulante sexual. En la familia cunde el pánico: Han perdido la gran oportunidad que los iba a sacar de la miseria.
Cuando Papito piensa que nada podía ir peor, recibe un "encargo" de "La Caimana". Tiene que hacerse pasar por el muerto, viajar con Yuri (hermano de Yoli) a España y traerse todo el dinero que pueda. A pesar del peligro y las amenazas, Papito cree que es una oportunidad para recuperar a su amor y acepta el trato.
Para salir de este embrollo, Papito tendrá que agudizar su ingenio y servirse de su doble personalidad.
- Datos: Q6155661